# الخان حسن‌اف
الخان حسن‌اف (انگلیسی: Elkhan Hasanov؛ زادهٔ ۴ مارس ۱۹۶۷) بازیکن فوتبال اهل جمهوری آذربایجان است.
از باشگاه‌هایی که در آن بازی کرده‌است می‌توان به باشگاه فوتبال خزر لنکران، باشگاه فوتبال تورون پالوسئورا، باشگاه فوتبال کوتکان تیووائن پالویلیات، باشگاه فوتبال نفتچی باکو، باشگاه فوتبال کاروان، باشگاه فوتبال خزر سومقاییت، و باشگاه فوتبال شماخی اشاره کرد.
وی همچنین در تیم ملی فوتبال جمهوری آذربایجان بازی کرده‌است.